# Tëmeta Wetaru
Tëmeta Wetaru, ook soms geschreven Tëmenta Wetaru (?, ca. 1915 – Tëpu, 3 december 2002) was een van de belangrijkste Indiaanse vertellers van Suriname.
Tëmeta Wetaru was een voormalig Trio pyjai (sjamaan), groot cultuurkenner en een van de belangrijkste vertellers onder de bewoners van het dorp Tëpu (of Tepoe) aan de Tapanahonyrivier. Een groot aantal van zijn vertellingen zijn op de band opgenomen door Cees Koelewijn en gepubliceerd in Tarëno Tamu Inponopiï Panpira I en II (1985), en vertaald in het Engels in Oral literature of the Trio Indians of Surinam (1987). Zijn verhalen verschenen in het tijdschrift Mutyama (1991) en in de anthologieën Hoor die tori! (1990), Sirito (1993) en Mama Sranan; 200 jaar Surinaamse verhaalkunst (1999). In 2003 verscheen zijn gehele vertelschat in de Trio-taal met Nederlandse vertaling, opnieuw bezorgd door Cees Koelewijn, onder de titel Tëmeta Inponopïhpë Panpira (Tarëno jomi)/Testament van Tamenta (Nederlands), waarin ook een autobiografie van hem is opgenomen.

## Over Tëmeta Wetaru
- De verschillende inleidingen en nawoorden van Koelewijn bij de bovengenoemde uitgaven.
- Michiel van Kempen, Een geschiedenis van de Surinaamse literatuur. Breda: De Geus, 2003, deel I.